# Oi, u luzi cervona kalîna
Oi, u luzi cervona kalîna (în română Of, călin roșu în luncă, în ucraineană Ой, у лузі червона калина) este un marș patriotic compus de Stepan Cernețchi⁠(en)[traduceți] în 1914, ca adaptare după un cântec popular ucrainean. Marșul onorează și comemorează pe Pușcașii Ucraineni ai Siciului (Legiunea Ucraineană a Armatei Austro-Ungare din Primul Război Mondial). 
Călinul reprezintă un simbol național al Ucrainei. Cântecul a revenit în atenția publicului în epoca actuală, în luna martie 2022, drept efect al invaziei ruse a Ucrainei. Intonarea sa, precum și a altor „imnuri naționaliste”, este pedepsită cu amenzi și închisoare de către autoritățile ruse din Crimeea.

## Originea cântecului

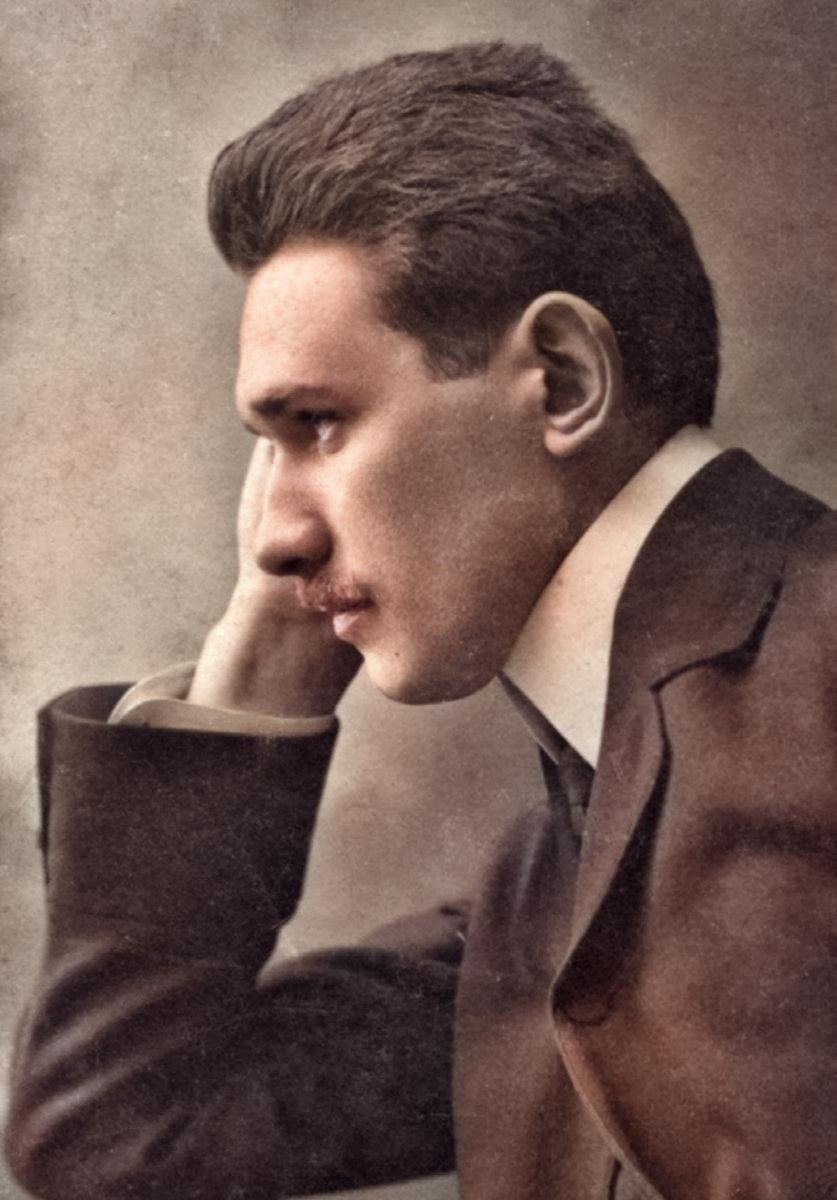
Stepan Cernețchi

Paternitatea compoziției este în general atribuită lui Stepan Cernețchi, a cărui versiune a cântecului a fost interpretată pentru prima dată în 1914. Cu toate acestea, autorul s-a folosit pentru a compune melodia de alte cântece mai vechi, precum și de fragmente de text preluate din alte compoziții.
Criticul literar Fiodor Petrovici a remarcat în 1990 că, melodia căzăcească mai veche Peste malurile înalte s-au revărsat⁠(uk)[traduceți] (în ucraineană Розлилися круті бережечки) din secolul al XVII-lea se încheie cu aproape aceeași strofă ca și versiunea lui Cernețchi, concluzionând că probabil acesta a preluat cântecul ca și bază, făcând doar ajustări, textului și melodiei. Însuși Cernețchi, de altfel, nu a pretins că este autorul textului adaptat din cântece populare, ci cel al noii melodii. Într-un interviu pentru revista Dilo⁠(uk)[traduceți] (în ucraineană Діло), în 1916, acesta a declarat că melodia sa se baza pe una preluată din piesa de teatru Soarele ruinelor⁠(uk)[traduceți] (în ucraineană Сонця Руїни) de Vasil Paciovski⁠(uk)[traduceți] (în ucraineană Пачовський Василь Миколайович).
În special Cernețchi, care la acel moment  era angajat al uni teatru din Liov, a schimbat finalul acestui cântec popular mai vechi, într-unul mai optimist și a adaptat câteva cuvinte. Pentru sfârșitul actului al doilea din Soarele ruinelor, autorul a dorit astfel să se folosească de o melodie nouă, care să se potrivească mai bine piesei sale decât versiunea originală, lăsând însă ultima strofă a textului original. De asemenea, a modificat melodia, care a fost apoi configurată de de Mîhailo Kossak⁠(en)[traduceți] pentru instrumentalizarea dorită. Ulterior, odată cu jucarea piesei lui Cernețchi pe scenele din Liov și Galiția, cântecul reviziut de  acesta a devenit faimos. Ulterior, compozitorul Mihail Hajvoronsky și-a exprimat suspiciunea precum că melodia originală provenea din (Soarele ruinelor) a lui Paciovski și a afirmat că aceasta își datora popularitatea regizorului de teatru Yosyp Stadnyk, Într-o scrisoare din 1916, Cernețchi a răspuns explicând că la acea vreme compoziția nu  devenise încă un succes, aceasta întâmplându-se doar după ce acesteia i se făcuseră modificări.
În iunie 1914, cântecul a fost cântat de echipa de teatru din Ciortkiv împreună cu Pușcașii Ucraineni ai Siciului, care se aflau în sală la acel moment În luna septembrie a aceluiași an, piesa a fost jucată din nou la  Horonda, unde era cantonată Legiunea Ucraineană. Potrivit lui Michail Hajvoronskij, cântecul a fost cântat și de unitățile Legiunii aflate la Ciortkiv, în drum spre câmpul de instrucție. De acolo, de la Ciortkiv, melodia s-a extins mai departe în Ungaria prin Strîi.
Alte strofe care completează prima versiune a lui Cernețchi provin de la Andrei Hrihorii Truh⁠(uk)[traduceți]. Ultima strofă a cântecului a fost adăugată abia la sfârșitul anilor 1980 de Leopold Yașcenko⁠(uk)[traduceți] și de Nadija Svitlîcina.

## Text

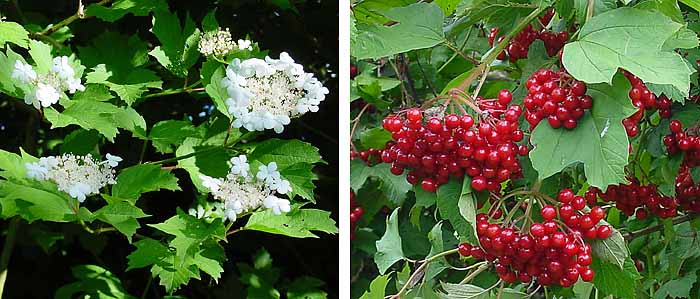
Flori și fructe ale călinului

Călinul slăvit în cântec este specia Viburnum opulus, ale cărei flori sunt albe precum un bulgăre de zăpadă, deși fructele sale sunt de culoare roșu aprins. Fructele acestuia sunt un simbol național al Ucrainei, exprimând legătura cu patria, familia, continuitatea vieții și cu multe altele.

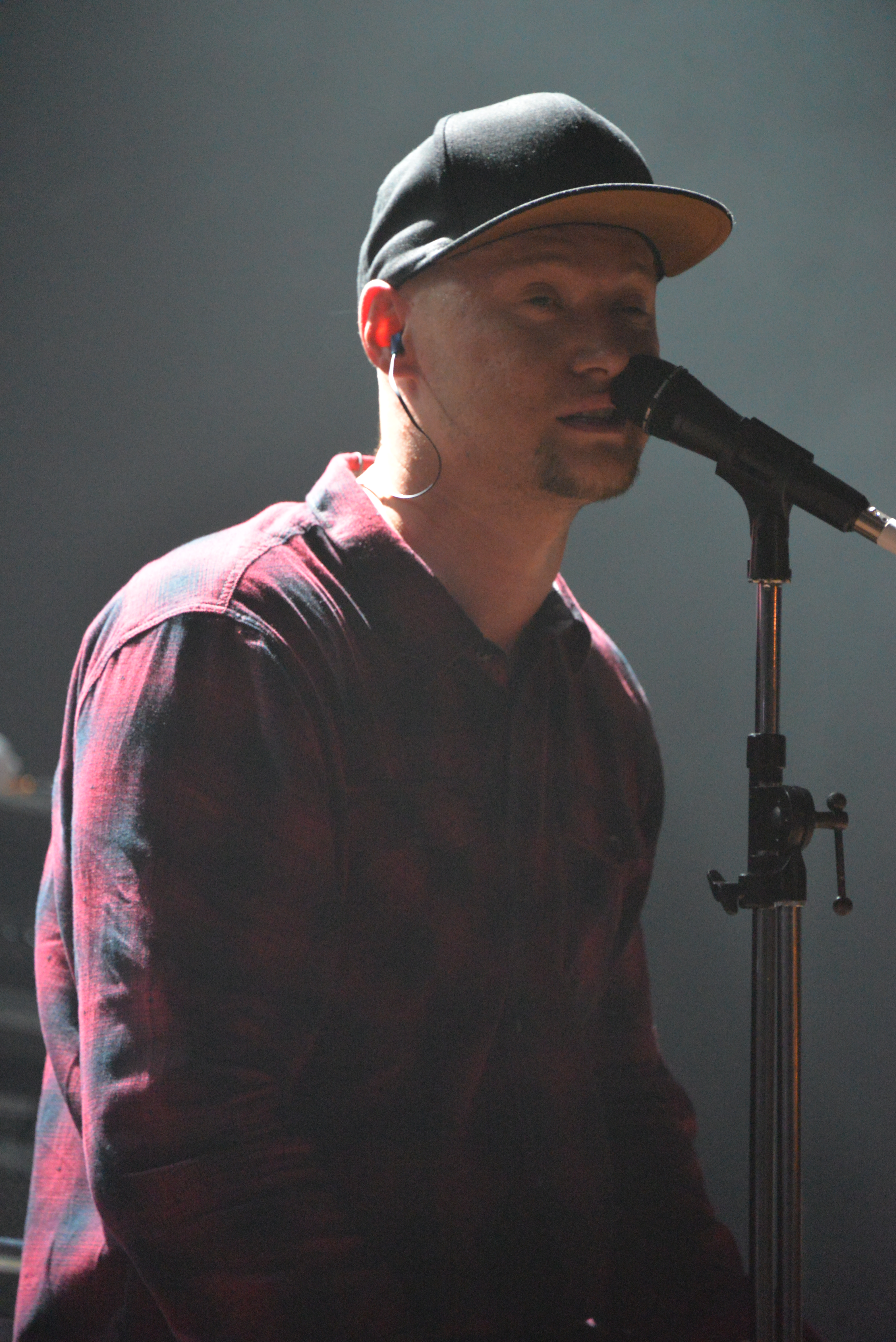
Andrii Hlivniuc, cântărețul grupului BoomBox.

Există mai multe versiuni ale cântecului, care au versuri ușor diferite. Toate versiunile au în comun prima strofă omonimă a lui Cernețchi. Este vorba astfel de călinul (roșu), care se plecă pentru că glorioasa Ucraină este tristă și supărată de ceva; călinul și Ucraina urmează să se ridice apoi din nou. Următoarele strofe celebrează eliberarea Ucrainei în diferite moduri. Versurile se referă în special la Pușcașii Ucraineni ai Siciului și la faptele lor. Toate strofele se termină cu ridicarea din nou a călinului, iar Ucraina se bucură din nou.

## Relevanța cântecului în contextul invaziei ruse a Ucrainei din 2022

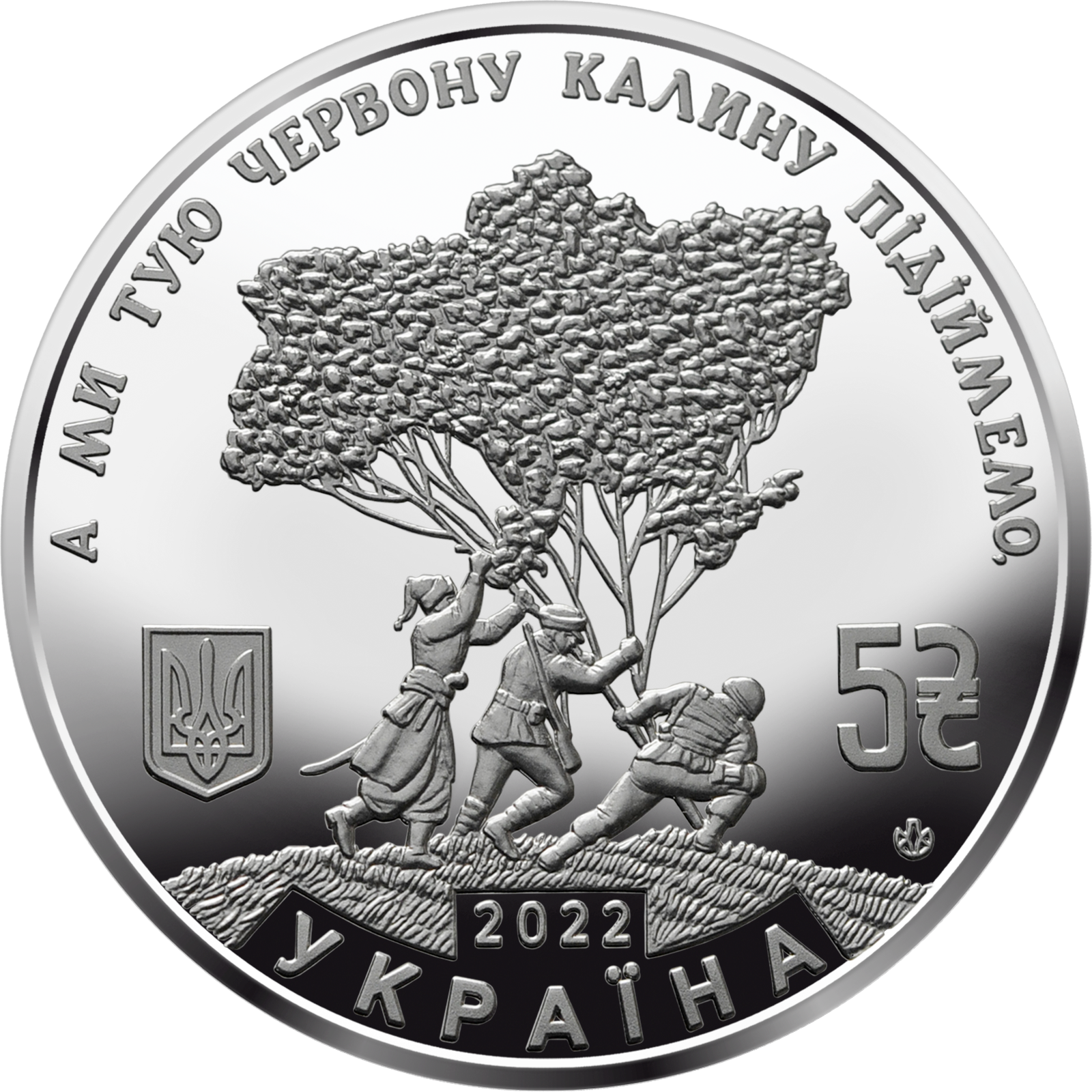
Monedă comemorativă emisă în 2022 de Guvernul Ucrainei, inscripționată cu al treilea vers al cântecului.

Cântecul a beneficiat de o atenție specială începând cu luna martie 2022, în timpul invaziei ruse a Ucrainei. Cântărețul trupei ucrainene BoomBox⁠(en)[traduceți], Andrii Hlivniuc⁠(uk)[traduceți], care a întrerupt turneul trupei în SUA pentru a se alătura forțelor armate ucrainene, a uploadat la 27 Februarie 2022 pe Instagram un videoclip, în care, a cântat această melodie a capella la Kiev, îmbrăcat în haine militare în fața catedralei Sfânta Sofia. La scurt timp după aceea, versiunea a devenit virală. și a fost remixată de muzicianul sud-african The Kiffness⁠(en)[traduceți], ceea ce a atras și mai multă atenție. Oleksandra Nazarova și Maksym Nikitin, care au reprezentat Ucraina în timpul probei de patinaj artistic în timpul probei omonime de la Jocurile Olimpice de iarnă din 2022, au folosit acest remix la participarea lor de la Campionatele Mondiale de Patinaj artistic din 2022⁠(en)[traduceți], în semn de protest împotriva invaziei.
La 8 aprilie 2022, trupa rock engleză Pink Floyd a lansat un single intitulat Hey, Hey, Rise Up!⁠(en)[traduceți], în care au folosit și înregistrarea lui Hlivniuc, pentru voce. O versiune a cântecului și bloggeritei ucrainene Eileen⁠(uk)[traduceți] a strâns peste 2,4 milioane de vizualizări pe YouTube, într-o lună de la lansare.
Succesiv anexării Crimeii de către Federația Rusă în 2014 și ulterior invaziei ruse a Ucrainei în 2022, intonarea „imnurilor naționaliste” precum Oi, u luzi cervona kalîna, în Crimeea, a fost considerată o formă de discreditare a armatei ruse și a fost pedepsită cu amenzi și închisoare.

## Versuri
| În limba ucraineană | În limba rusă | Traducere |
| --- | --- | --- |
| Ой у лузі червона калина похилилася. Чогось наша славна Україна зажурилася. А ми тую червону калину піднімемо, А ми нашу славну Україну, гей, гей, розвеселимо! А ми тую червону калину піднімемо, А ми нашу славну Україну, гей, гей, розвеселимо! Не хилися, червона калино, маєш білий цвіт. Не журися, славна Україно, маєш вільний рід. А ми тую червону калину піднімемо, А ми нашу славну Україну, гей, гей, розвеселимо! А ми тую червону калину піднімемо, А ми нашу славну Україну, гей, гей, розвеселимо! Ой у полі ярої пшениці золотистий лан. Розпочали стрільці січовії з ворогами тан. А ми тую ярую пшеницю ізберемо, А ми нашу славну Україну, гей, гей, розвеселимо! А ми тую ярую пшеницю ізберемо, А ми нашу славну Україну, гей, гей, розвеселимо! Як повіє буйнесенький вітер з широких степів, Та прославить по всій Україні січових стрільців. А ми тую стрілецькую славу збережемо, А ми нашу славну Україну, гей, гей, розвеселимо! А ми тую стрілецькую славу збережемо, А ми нашу славну Україну, гей, гей, розвеселимо! Ой у лузі червона калина похилилася, Чогось наша славна Україна зажурилася. А ми тую червону калину підіймемо, А ми нашу славну Україну, гей-гей, розвеселимо! А ми тую червону калину підіймемо, А ми нашу славну Україну, гей-гей, розвеселимо! Марширують наші добровольці у кривавий тан, Визволяти братів-українців з московських кайдан. А ми наших братів-українців визволимо, А ми нашу славну Україну, гей-гей, розвеселимо! А ми наших братів-українців визволимо, А ми нашу славну Україну, гей-гей, розвеселимо! Ой у полі ярої пшениці золотистий лан, Розпочали стрільці українські з москалями тан, А ми тую ярую пшеницю ізберемо, А ми нашу славну Україну, гей-гей, розвеселимо! А ми тую ярую пшеницю ізберемо, А ми нашу славну Україну, гей-гей, розвеселимо! Як повіє буйнесенький вітер з широких степів, То прославить по всій Україні січових стрільців. А ми тую стрілецькую славу збережемо, А ми нашу славну Україну, гей-гей, розвеселимо! А ми тую стрілецькую славу збережемо, А ми нашу славну Україну, гей-гей, розвеселимо! | Ой, на лугу красная калина наклонилась. Чего-то наша славная Украина загрустила. А мы ту красную калину поднимем, А мы нашу славную Украину, эй, эй, развеселим! А мы ту красную калину поднимем, А мы нашу славную Украину, эй, эй, развеселим! Не клонись, красная калина, имеешь белый цвет. Не печалься, славная Украина, у тебя свободный род. А мы ту красную калину поднимем, А мы нашу славную Украину, эй, эй, развеселим! А мы ту красную калину поднимем, А мы нашу славную Украину, эй, эй, развеселим! Ой, в поле яровой пшеницы золотистая нива. Начали стрельцы сечевые с врагами пляс. А мы ту яровую пшеницу соберем, А мы нашу славную Украину, эй, эй, развеселим! А мы ту яровую пшеницу соберем, А мы нашу славную Украину, эй, эй, развеселим! Как подует буйный ветер с широких степей, И прославит по всей Украине сечевых стрельцов. А мы ту стрелецкую славу сохраним, А мы нашу славную Украину, эй, эй, развеселим! А мы ту стрелецкую славу сохраним, А мы нашу славную Украину, эй, эй, развеселим! Ой, на лугу красная калина наклонилась, Чего-то наша славная Украина загрустила. А мы ту красную калину поднимем, А мы нашу славную Украину, эй-эй, развеселим! А мы ту красную калину поднимем, А мы нашу славную Украину, эй-эй, развеселим! Маршируют наши добровольцы в кровавый пляс, Освобождать братьев-украинцев из московских цепей. А мы наших братьев-украинцев освободим, А мы нашу славную Украину, эй-эй, развеселим! А мы наших братьев-украинцев освободим, А мы нашу славную Украину, эй-эй, развеселим! Ой, в поле яровой пшеницы золотистая нива, Начали стрельцы Украинской с москалями пляс, А мы ту яровую пшеницу соберем, А мы нашу славную Украину, эй-эй, развеселим! А мы ту яровую пшеницу соберем, А мы нашу славную Украину, эй-эй, развеселим! Как подует буйный ветер с широких степей, То прославит по всей Украине сечевых стрельцов. А мы ту стрелецкую славу сохраним, А мы нашу славную Украину, эй-эй, развеселим! А мы ту стрелецкую славу сохраним, А мы нашу славную Украину, эй-эй, развеселим! | Of, s-a îndoit în luncă călinul roșu. Ceva a întristat gloriasa noastră Ucraina. Dar vom ridica călinul roșu, Și vom înveseli glorioasa noastră Ucraina, hei, hei! Dar vom ridica călinul roșu, Și vom înveseli glorioasa noastră Ucraina, hei, hei! Nu te îndoi, căline roșu, doar ai flori albe. Nu te întristata, glorioasă Ucraina, ai un popor liber. Dar vom ridica călinul roșu, Și vom înveseli glorioasa noastră Ucraina, hei, hei! Dar vom ridica călinul roșu, Și vom înveseli glorioasa noastră Ucraina, hei, hei! Of, în câmpul de grâu de primăvară crește o holdă aurie. Și au început Pușcașii Siciului să danseze cu dușmanii. Dar vom cosi acel grâu de primăvară, Și vom înveseli glorioasa noastră Ucraina, hei, hei! Și vom cosi acel grâu de primăvară, Și vom înveseli glorioasa noastră Ucraina, hei, hei! Și va bate un vânt năvalnic din stepele mari, Și va duce gloria Pușcașilor Siciului în toată Ucraina. Și vom păstra această glorie a Pușcașilor, Și vom înveseli glorioasa noastră Ucraina, hei, hei! Și vom păstra această glorie a Pușcașilor, Și vom înveseli glorioasa noastră Ucraina, hei, hei! Of, s-a îndoit în luncă călinul roșu. Ceva a întristat gloriasa noastră Ucraina. Dar vom ridica călinul roșu, Și vom înveseli glorioasa noastră Ucraina, hei, hei! Dar vom ridica călinul roșu Și vom înveseli glorioasa noastră Ucraina, hei, hei! Mărșăluiesc voluntarii noștri într-un dans sângeros Ca să elibereze frații ucraineni din fiarele Moscovei. Dar vom elibera pe frații noștri ucraineni, Și vom înveseli glorioasa noastră Ucraina, hei, hei! Dar vom elibera pe frații noștri ucraineni, Și vom înveseli glorioasa noastră Ucraina, hei, hei! Of, în câmpul de grâu de primăvară crește o holdă aurie. Și Pușcașii ucraineni au început să danseze cu muscalii, Dar vom cosi acel grâu de primăvară, Și vom înveseli glorioasa noastră Ucraina, hei, hei! Dar vom cosi acel grâu de primăvară, Și vom înveseli glorioasa noastră Ucraina, hei, hei! Și va bate un vânt năvalnic din stepele mari, Și va duce gloria Pușcașilor Siciului în toată Ucraina. Și vom păstra această glorie a Pușcașilor, Și vom înveseli glorioasa noastră Ucraina, hei, hei! Și vom păstra această glorie a Pușcașilor, Și vom înveseli glorioasa noastră Ucraina, hei, hei! |